# Usson-en-Forez
Usson-en-Forez település Franciaországban, Loire megyében. Lakosainak száma 1461 fő (2022. január 1.). Usson-en-Forez Apinac, Estivareilles, Craponne-sur-Arzon, Saint-Georges-Lagricol, Saint-Julien-d’Ance, Saint-Pal-de-Chalencon, Saillant, Sauvessanges és Viverols községekkel határos.

## Népesség
A település népessége az elmúlt években az alábbi módon változott:
| Lakosok száma | 1698 | 1342 | 1265 | 1410 | 1484 | 1500 | 1482 | 1487 | 1490 | 1461 |
|               | 1968 | 1982 | 1990 | 2006 | 2013 | 2015 | 2017 | 2019 | 2020 | 2022 |